# Celebrity (IU)
Celebrity è un singolo della cantautrice sudcoreana IU, pubblicato il 27 gennaio 2021.

## Descrizione
«Il testo è iniziato come una raccolta di cose che volevo dire alla mia "amica eccentrica", ma, mentre ci lavoravo, mi sono resa conto che fosse anche la mia storia. Dopo aver completato il testo, ho pensato che non fosse affatto innaturale mettere come personaggio principale chiunque altro al posto della mia amica o di me. Perché nella vita, tutti devono essersi sentiti alienati almeno una volta perché non erano persone che incontravano gli standard imposti da altri. Voglio dire a quelle persone, inclusa la mia amica, che sono nate grezze, eppure uniche, non siete eccentriche (별난 사람?, byeollan saramLR), siete come stelle (별 같은 사람?, byeol gat-eun saramLR).»

— IU nella presentazione di Celebrity.
Il 9 gennaio 2021, IU anticipa l'uscita di un nuovo singolo ai 35esimi Golden Disc Award durante il discorso di accettazione del Digital Daesang per Blueming. L'uscita di Celebrity viene annunciata due giorni dopo come estratto dal quinto album di prossima pubblicazione. Il singolo esce il 27 gennaio insieme al video musicale e vede IU accreditata come paroliera, mentre ha partecipato alla composizione insieme ad altri autori. Musicalmente, Celebrity è di genere elettropop e tropical house; la cantante usa il sintetizzatore e l'autotune per la prima volta.
Il brano è stato composto da Ryan S. Jhun, contattato da EDAM Entertainment poco dopo aver scritto Dolphin delle Oh My Girl. La lavorazione ha richiesto circa un mese coinvolgendo team anche in Danimarca e Inghilterra.
Celebrity è nata per un'amica considerata dagli altri eccentrica per la sua personalità e il modo di vestire, caratteristiche di lei che IU ama, ma che invece le attirano sempre più odio; si è poi espansa a un messaggio per tutti coloro che hanno provato un senso di alienazione per non aver soddisfatto le aspettative altrui. Queste persone eccentriche vengono descritte come "stelle disegnate con la mano sinistra" (왼손으로 그린 별 하나?, Oenson-euro geurin byeol hanaLR).
A livello di testo, esplora i temi della fama, dell'identità, dell'insicurezza e della perdita, e la nozione di vivere come una celebrità. Per IZM, costituisce una storia autobiografica nella quale la "bambina strana" di You & I che ha imparato a conoscersi (Palette) ed è uscita a "far sbocciare un milione di rose" (Blueming) si libera dalle restrizioni che soffriva come IU, incitando il risveglio dell'ego soppresso nel profondo.

## Promozione
Un'esibizione speciale di Celebrity è stata pubblicata il 29 gennaio 2021 sul canale YouTube di 1theK Originals. IU ha eseguito la canzone live per la prima volta nell'episodio del 2 aprile 2021 di Yoo Hee-yeol-ui Sketchbook e in seguito nell'episodio del 9 aprile 2021 di Yumyeong gasujeon, mentre si è esibita con essa ai Melon Music Award 2021 e ai Golden Disc Award. Il singolo è stato la seconda canzone in scaletta per il concerto The Golden Hour del 17 e 18 settembre 2022.

## Video musicale
Il video musicale, pubblicato lo stesso giorno del singolo, è diretto da Paranoid Paradigm e prodotto da VM Project Architecture. In esso, IU interpreta una celebrità con una vita di lusso, ma annoiata e insoddisfatta, che un giorno, mentre cerca di scappare, incontra una donna con il suo stesso volto. Quest'ultima rappresenta la IU eccentrica che sfida il mondo e percorre il proprio cammino. In un gioco di inseguimenti, IU si ritrova alla fine davanti a uno specchio, rendendosi conto di essere sempre stata sia celebrità, sia fan.

## Accoglienza
| Recensione | Giudizio |
| ---------- | -------- |
| IZM        |          |
| NME        |          |

Kim Do-heon di IZM ha paragonato le melodie di Celebrity a Roses e Closer dei The Chainsmokers e a Just Give Me a Reason di Pink, commentando che il brano fosse reso speciale dai testi scritti di persona da IU, nei quali offre incoraggiamento e compagnia e cede il titolo di celebrità splendente alle minoranze nell'oscurità.

## Tracce
1. Celebrity – 3:15 (testo: IU – musica: IU, Ryan S. Jhun, Jeppe London Bilsby, Lauritz Emil Christiansen, Chloe Latimer, Celin Svanbäck)

## Formazione
- IU – testi, musiche, ritornello
- Ryan S. Jhun – musiche, arrangiamenti
- Jeppe London Bilsby – musiche, arrangiamenti
- Lauritz Emil Christiansen – musiche, arrangiamenti
- Chloe Latimer – musiche
- Celin Svanbäck – musiche
- Gu Jong-pil – missaggio
- Jung Yoo-ra – assistenza
- Kang Sung-young – assistenza
- Kwon Na-moo – mastering

## Successo commerciale
Celebrity ha debuttato al primo posto sulla Gaon Digital Chart, mentre è entrato in seconda posizione a Singapore ed è arrivato alla tredicesima in Nuova Zelanda sulla Hot 40 Singles. Negli Stati Uniti, è entrato nella Billboard World Digital Song Sales Chart al numero 3. Sulla Billboard Global Excl. US Chart ha debuttato al numero 190, entrando la settimana successiva sulla Billboard Global 200 in posizione 78.
Nelle classifiche annuali del 2021, si è classificato al primo posto della Gaon Digital Chart e al sesto posto della Gaon Download Chart.

## Classifiche

### Classifiche settimanali
| Classifica (2021) | Posizione massima |
| ----------------- | ----------------- |
| Corea del Sud     | 1                 |
| Malaysia          | 1                 |
| Singapore         | 2                 |

### Classifiche di fine anno
| Classifica (2021) | Posizione |
| ----------------- | --------- |
| Corea del Sud     | 1         |

## Riconoscimenti
- Circle Chart Music Award
  - 2022 – Canzone dell'anno - gennaio[36]
- Golden Disc Award
  - 2022 – Digital Bonsang[37]
  - 2022 – Digital Daesang[37]
- Melon Music Award
  - 2021 – Candidatura a Canzone dell'anno[38]
- Mnet Asian Music Award
  - 2021 – Miglior esibizione vocale (solista)[39]
  - 2021 – Candidatura a Canzone dell'anno[40]
- Prêmio Anual K4US
  - 2021 – Candidatura a Canzone dell'anno[41]

### Premi dei programmi musicali
- Music Bank
  - 5 febbraio 2021[42]
  - 12 febbraio 2021[43]
  - 12 marzo 2021[44]
  - 2 aprile 2021[45]
- Show! Eum-ak jungsim
  - 6 febbraio 2021[46]
  - 20 febbraio 2021[47]
  - 13 marzo 2021[48]
- Inkigayo
  - 7 febbraio 2021[49]
  - 21 febbraio 2021[50]
  - 28 febbraio 2021[51]
- Show Champion
  - 10 febbraio 2021[52]